# Asesinato de Carrero Blanco
El asesinato de Carrero Blanco, también conocido por su nombre en clave Operación Ogro, fue un atentado perpetrado por la organización terrorista Euskadi Ta Askatasuna (ETA) el jueves 20 de diciembre de 1973 contra el almirante Luis Carrero Blanco, presidente del Gobierno español, durante la dictadura franquista. El asesinato provocó un hondo impacto en la sociedad española de la época, ya que suponía el mayor ataque contra el régimen franquista desde el final de la Guerra Civil en 1939. 
La desaparición de Carrero Blanco tuvo numerosas implicaciones políticas, en un momento en que se hacía evidente la decadencia física del dictador y, con ello, el agravamiento de los primeros signos de descomposición del aparato franquista, que se venían manifestando en los últimos años. Los sectores más inmovilistas del franquismo —el denominado «búnker»— salieron reforzados de este suceso y lograron influir a Franco para que nombrara como sucesor de Carrero a un miembro de la línea dura, Carlos Arias Navarro. Por su parte, ETA dio con este atentado un salto cualitativo en sus acciones armadas y se convirtió así en uno de los principales actores de la oposición al franquismo.
A pesar de que las autoridades iniciaron una investigación para aclarar los hechos, el caso quedó archivado al comienzo de la transición a la democracia y los autores del atentado tampoco llegaron a ser juzgados por estos hechos porque, tras la muerte del dictador Franco, se beneficiaron de la amnistía concedida en 1977.

## Antecedentes
En junio de 1973 el general Franco nombró presidente del gobierno a su máximo hombre de confianza, el almirante Luis Carrero Blanco. Era la primera vez que el dictador dejaba en manos de otra persona ese cargo que él había ostentado junto con la jefatura del Estado desde su nombramiento por sus compañeros de rebelión como «generalísimo» el 1 de octubre de 1936. El marino Carrero Blanco había estado al lado del general Franco desde 1941, convirtiéndose en su máximo asesor, ocupando el cargo de subsecretario de la Presidencia del Gobierno, con el rango de ministro desde 1951, y de vicepresidente del gobierno desde 1967. A medida que el general Franco iba envejeciendo, las tareas cotidianas de gobierno las fue asumiendo él. Además, Franco confiaba en Carrero para que el Movimiento sobreviviera tras su muerte, cuando asumiera la jefatura del Estado el príncipe de España Juan Carlos de Borbón, a quien había designado sucesor, a instancias del propio Carrero, en julio de 1969. Así pues, cuando fue nombrado presidente del Gobierno se «oficializó» que él era el máximo garante de la continuidad del régimen franquista en un momento en que el general Franco ya había cumplido los ochenta años.
Este es el retrato que hace de Carrero Blanco Juan Luis Cebrián:

Obsesionado lo mismo por el marxismo que por el judaísmo y la masonería, enemigo del liberalismo y de la democracia, Carrero parecía un hombre de una gran simpleza de ideas, apto para ser manejado por quien supiera hacer vibrar en él las efusiones tópicas de la patria y la religión. Su modestia vital le valió fama de honesto, y todavía hay quien le califica de poco ambicioso, pese a la evidencia de su inamovilidad en el poder durante más de treinta años. A los ojos de la nueva sociedad española, que pugnaba a principios de aquella década [de los 70] por liberarse de los anclajes de la guerra civil, resultaba el principal enemigo de cualquier posible reforma democratizadora y el más genuino valedor del franquismo después de Franco.

Un retrato similar es el que realiza Antonio Elorza:

Lo propio de Carrero es la contrarrevolución, el anticomunismo a ultranza, la satanización de la masonería, de acuerdo con una visión conspirativa de la historia en que las fuerzas infernales tratan de imponerse hasta la aparición de una cruzada salvadora como la encabezada por Franco: "El diablo inspiró al hombre las torres de Babel del liberalismo y del socialismo, con sus secuelas marxismo y comunismo", y la masonería a modo de instrumento para su penetración. "Éste es precisamente el problema español", insiste. "España quiere implantar el bien, y las fuerzas del mal, desatadas por el mundo, tratan de impedírselo".

## Planificación
La planificación y ejecución del atentado fue relatada por sus propios perpetradores en un libro publicado en Hendaya al año siguiente con el título Operación Ogro. Cómo y por qué ejecutamos a Carrero Blanco. En realidad el libro fue escrito por Eva Forest, que ayudó al comando a realizar el atentando y a escapar, y que lo llenó de pistas falsas —como que el comando había huido por Portugal— para proteger a sus autores, que colaboraron con ella en su redacción en Ciboure (Francia). Fue ella quien se inventó el nombre del supuesto autor del libro Julen Aguirre y el de todo el operativo: Operación Ogro.
El grupo de tres etarras que perpetró el atentado se autodenominó «Comando Txikia», por el nombre de un dirigente de ETA asesinado por la policía. El comando lo integraban Jesús Zugarramurdi Kiskur, José Miguel Beñarán Argala y Javier Larreategi Atxulo.
Los preparativos comenzaron más de un año antes. Según los testimonios recogidos por el periodista Luis R. Aizpeolea, todo comenzó con varios viajes de Argala a Madrid en 1972 donde entró en contacto con Eva Forest, esposa del dramaturgo Alfonso Sastre, ambos disidentes del Partido Comunista de España. Al parecer fue Eva Forest la que le proporcionó a Argala la valiosa información de que el coche del almirante Carrero Blanco a primera hora de la mañana hacía siempre el mismo recorrido por las calles de Madrid, y que Argala confirma en persona. La primera intención de los jefes de ETA tras conocer la información que les dio Argala fue secuestrar al almirante Carrero y pedir a cambio la liberación de los 150 etarras que se encontraban en prisión. Los primeros preparativos van en esa dirección —llegan a construir un zulo en un piso de Alcorcón que les ha proporcionado Eva Forest donde retendrían al almirante—, pero el nombramiento de Carrero Blanco como presidente del Gobierno, con el consiguiente aumento de su escolta, les obliga a un cambio de planes. Se descarta el secuestro y se decide asesinar a Carrero. A principios de noviembre, según Luis R. Aizpeolea, Argala «ve que en el 104 de la calle de Claudio Coello, por la que circula Carrero todos los días, se alquila un bajo. Vio enseguida el tipo de atentado. Excavar un túnel desde dentro hasta el centro de la calle y colocar allí un explosivo que haría saltar a Carrero a su paso. La dirección acepta la propuesta. Atxulo se hace pasar por escultor para justificar el ruido para excavar el túnel desde el bajo alquilado. Aprovechando la experiencia de Argala, que en 1970 excavó en las cercanías de la prisión de Burgos otro túnel para tratar de liberar a los presos etarras».

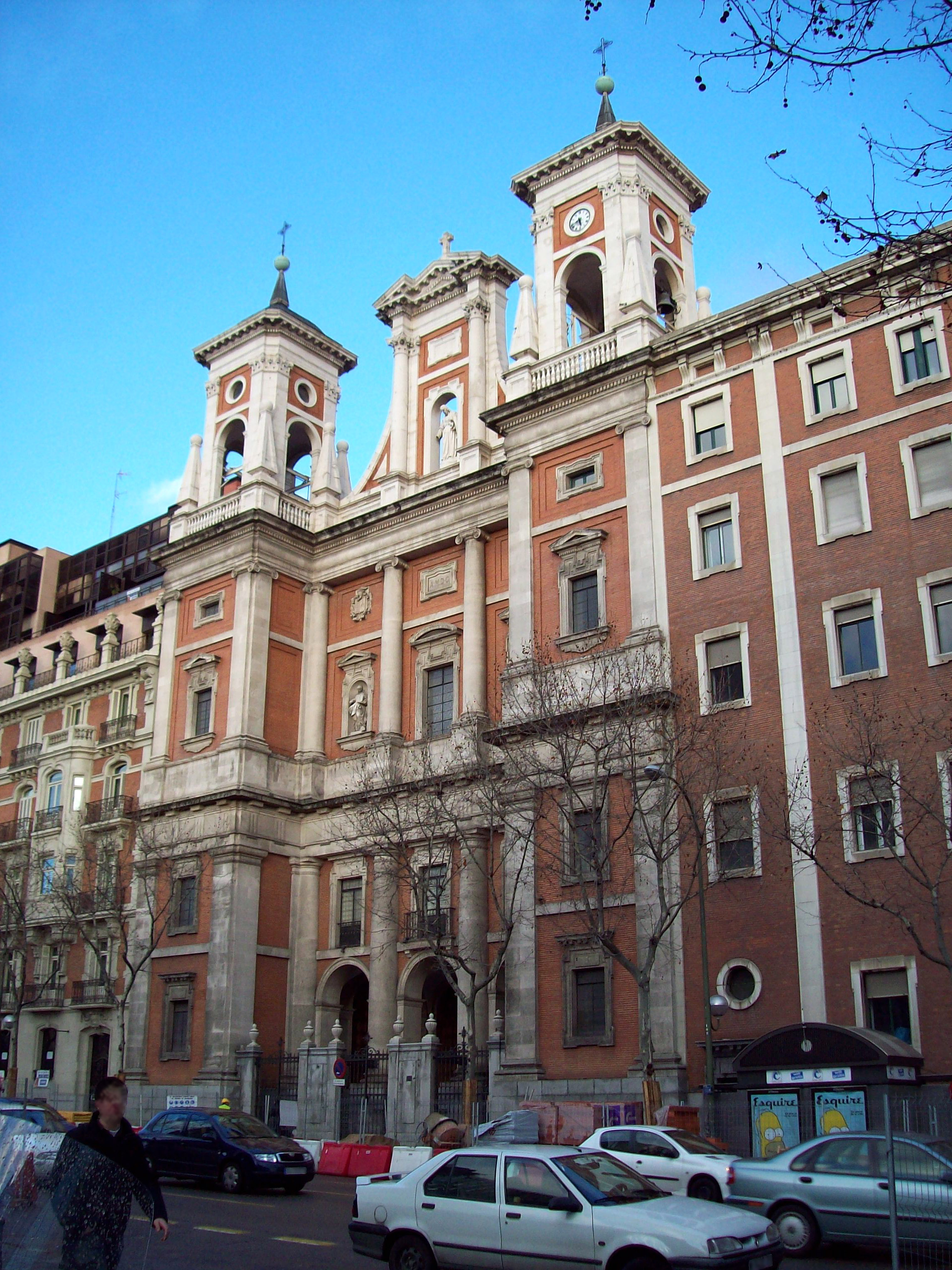
Fachada de la iglesia de San Francisco de Borja, donde Luis Carrero Blanco acudía a misa.

En el túnel de la calle Claudio Coello de Madrid colocan tres cargas antitanque equivalentes a cincuenta kilos de dinamita para hacerlas estallar cuando pasara el coche oficial del almirante Carrero Blanco después de asistir a misa. «A las 8:55 de la mañana Carrero salía invariablemente del portal de la calle Hermanos Bécquer, donde vivía, subía a su coche oficial, un Dodge 3700 GT negro, enfilaba la calle López de Hoyos en su comienzo, entraba en la calle de Serrano y allí se paraba a oír misa en la iglesia de los jesuitas. Terminada la misa, de nuevo al coche, doblaba por Juan Bravo, enfilaba Claudio Coello, y por Diego de León se dirigía de vuelta a su casa, en Hermanos Bécquer, a desayunar antes de acudir a su despacho en la sede de Presidencia del Gobierno, en el paseo de la Castellana». El coche no estaba blindado, a diferencia de los que utilizaba el general Franco, y solo llevaba un coche de escolta en el que viajaban dos policías y el conductor, también policía. En el coche de Carrero iba otro policía junto al conductor. «Era más un acompañamiento de protocolo o de cortesía que de seguridad». El atentado estaba previsto para el día 18 de diciembre pero la presencia en Madrid del secretario de Estado estadounidense Henry Kissinger obligó a aplazarlo al día 20, ya que la calle Claudio Coello está cerca de la embajada de los Estados Unidos, y por tanto en esos días era previsible que aumentaran las medidas de seguridad en esa zona de Madrid. Por otro lado, se ha especulado sobre cómo fue posible que los servicios de la embajada no detectaran la construcción del túnel donde los etarras colocaron los explosivos que provocaron la muerte de Carrero Blanco, pero, como señala el historiador británico Charles Powell, «no resulta tan sorprendente si se tiene en cuenta que por aquellas fechas no existía una clara percepción de amenaza terrorista en la capital española».
La agencia oficial soviética Tass difundió ocho años más tarde que el atentado contó con el beneplácito o la colaboración, directa o indirecta, de los Estados Unidos. El motivo era que Carrero Blanco «se negaba a cumplir ciegamente con las órdenes que recibía del otro lado del Atlántico». Sin embargo, el historiador británico Charles Powell, después de examinar la documentación estadounidense que ya había sido desclasificada, afirma rotundamente que «no existe prueba alguna» de esa acusación. Powell añade: 

«Kissinger era sin duda capaz de sugerir y ordenar el uso de métodos ilícitos para presionar e incluso derribar a gobiernos no afectos, como había hecho en Chile tras el triunfo de Allende en las elecciones presidenciales celebradas en septiembre de 1970. [...] Sin embargo, a diferencia del caso chileno, [...] el asesinato de Carrero Blanco [...] era claramente contrario a sus intereses. La muerte del almirante solo podía generar la inestabilidad y la incertidumbre que tanto aborrecían Nixon y Kissinger [...]. En cambio, su continuidad al frente del Gobierno y al servicio de don Juan Carlos permitía albergar la esperanza de un tránsito gradual del franquismo a la monarquía como el que apoyaba Washington. [...] Por si fuera poco, el almirante, que siempre otorgó una gran importancia a las relaciones con Estados Unidos, podría haber sido un excelente aliado en las inminentes negociaciones para la renovación del acuerdo sobre las bases [estadounidenses en España], que se auguraban difíciles. Por último, y como se desprende claramente del contenido de su conversación con Kissinger pocas horas antes de su muerte, carece de todo fundamento la tesis según la cual Carrero Blanco fue asesinado por oponerse al ingreso de España en la OTAN».

Además, también se desclasificó un resumen diario habitual realizado por la CIA al presidente de los Estados Unidos el día después del atentado en el que admitían desconocer la causa de la muerte y lo vinculaban con una posible fuga de gas.

## Atentado

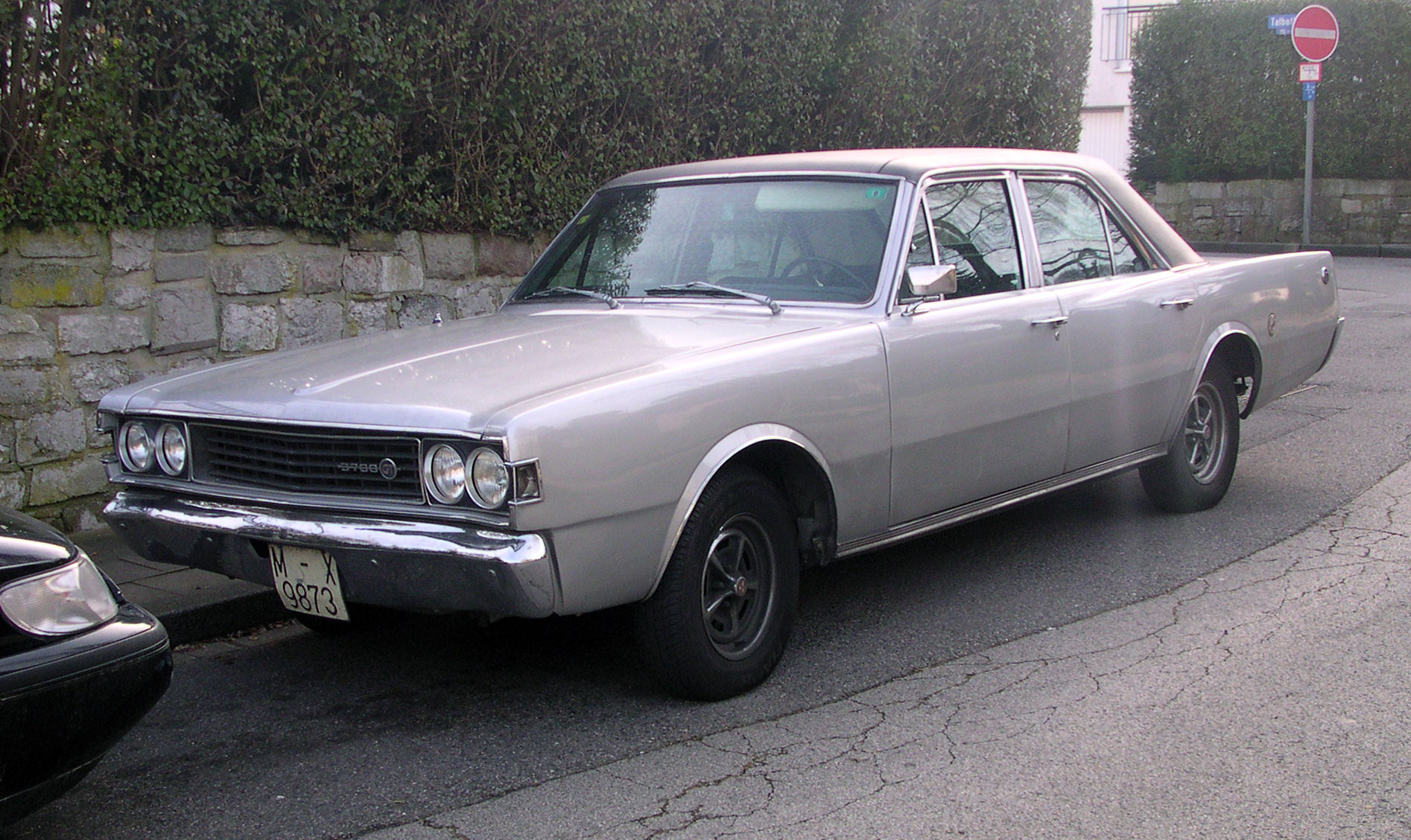
Dodge 3700 GT, modelo del coche en el que viajaba Carrero Blanco.

La mañana del 20 de diciembre de 1973, como solía hacer cada día antes de acudir a la sede de la Presidencia del Consejo de Ministros, Carrero Blanco asistió a misa en la iglesia de San Francisco de Borja. Tras la celebración religiosa volvió a subirse a su coche oficial. Cuando circulaba por la calle Claudio Coello, alrededor de las 09:27, los terroristas de ETA activaron las cargas explosivas en el momento en que el vehículo pasó por encima de la zona señalada con un coche aparcado por los etarras. La explosión, que acabó en el instante con la vida de Carrero Blanco, fue tan violenta que abrió un gran cráter en el asfalto y el coche, un Dodge 3700 GT de casi 1800 kilos de peso, voló por los aires y cayó en la azotea de  la Casa Profesa, anexa a la iglesia donde había asistido a misa momentos antes. Su hija Ángeles, que siempre lo acompañaba, no lo hizo ese día, lo cual evitó más muertes. Posteriormente también fallecieron los acompañantes que iban en el vehículo junto a Carrero, el inspector de Policía Juan Antonio Bueno Fernández y el conductor del vehículo José Luis Pérez Mogena. 

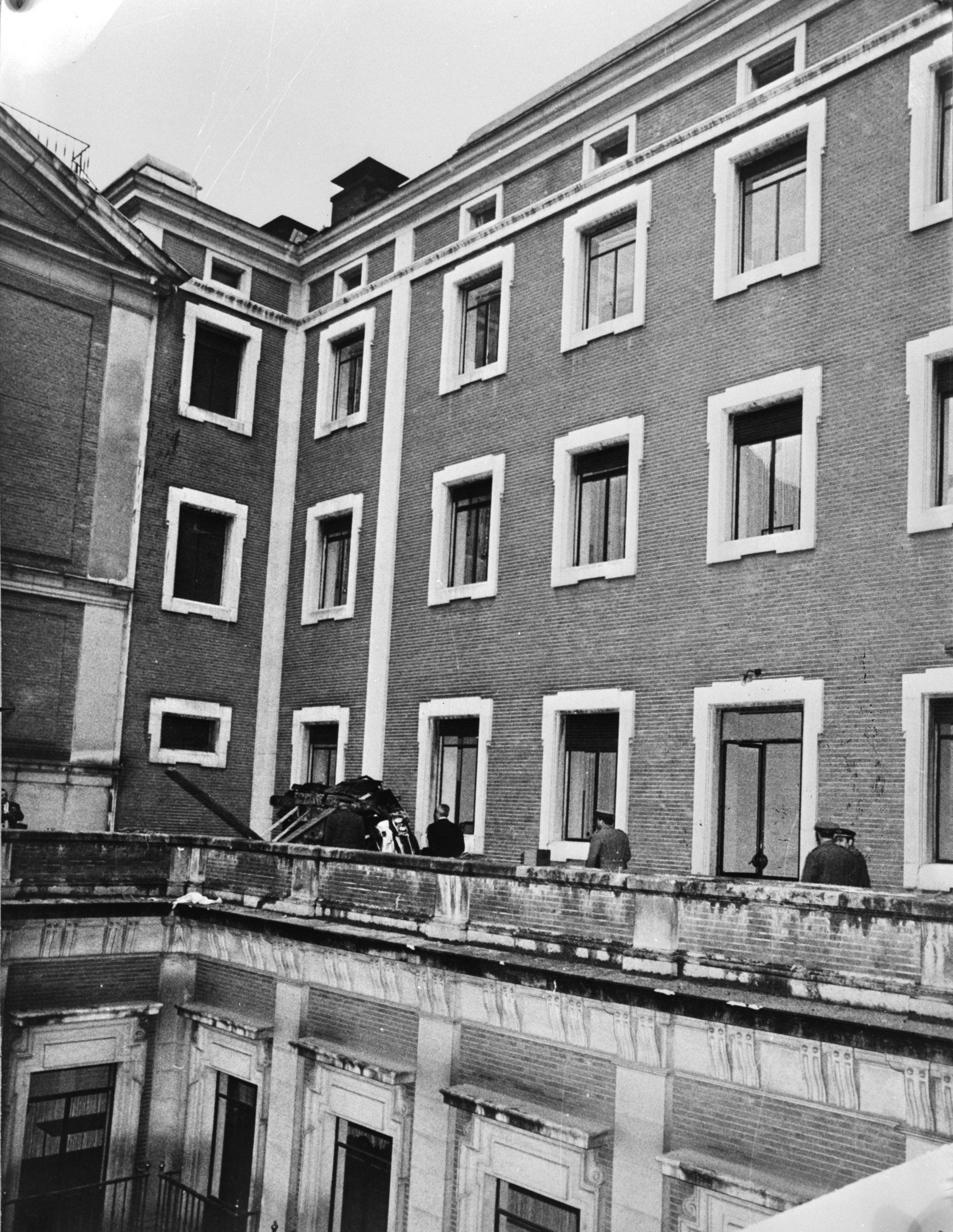
El coche en el balcón de la Casa Profesa de Madrid, inmediatamente después del atentado.

El etarra Jesús Zugarramurdi, Kiskur, había dado la señal a José Miguel Beñarán, Argala, que, subido a una escalera y camuflado con un mono de electricista, detona las cargas explosivas. Kiskur y Argala salen corriendo en dirección a la calle contigua de Diego de León, donde les espera al volante de un automóvil Javier Larreategi, Atxulo. «El coche enfila hacia la glorieta de Rubén Darío, y delante de la Escuela de Policía, en la calle de Miguel Ángel, los etarras cambian de vehículo y se dirigen a su refugio en la calle Hogar 68, en Alcorcón (provincia de Madrid). Los tres militantes de ETA permanecerán escondidos hasta fines de mes en el refugio de Alcorcón, del que les sacará su contacto en Madrid, Eva Forest, disidente del Partido Comunista de España. Un camión les trasladará luego a Fuenterrabía (Guipúzcoa). Desde allí alcanzarán Francia tras cruzar el río Bidasoa».
Que se tratara de un atentado terrorista era entonces tan inconcebible que los policías que viajaban en el coche de escolta detrás del de Carrero, y que resultaron heridos a causa de los cascotes que cayeron sobre su vehículo tras la explosión, solo comunicaron por radio a la Dirección General de Seguridad: «Ha habido una explosión. Que manden otro coche para escoltar al presidente, que el mío está hundido». En principio pensaron que el coche de Carrero no había sido afectado por la explosión, pero al no encontrarlo en las calles adyacentes, llegaron a pensar que se podía hallar en el fondo del enorme socavón inundado de agua que había en el centro de la calle. Son unos jesuitas los que les comunican que el coche se encuentra en la terraza de su edificio con tres personas atrapadas dentro. Los policías siguen pensando que se ha tratado de un accidente, de una explosión de gas, y esa es la hipótesis inicial que sostiene el ministro de la Gobernación Carlos Arias Navarro, pero la inspección que realizan los técnicos sobre el terreno descarta que se tratara de gas, lo que no deja otra opción que el atentado terrorista. La hipótesis de la explosión de gas pareció plausible a mucha gente pues el año anterior había habido una en Barcelona que había causado 18 muertos, además de otros incidentes parecidos.

### Reivindicación del atentado por ETA
A las once de la noche del mismo día 20 Radio París, en su informativo en castellano, informa que ETA acaba de emitir un comunicado en el que asume la autoría del atentado, al que califica de «justa respuesta revolucionaria» a las muertes de nueve miembros de la organización a manos de la Guardia Civil, añadiendo a continuación que constituye «un avance en la lucha contra la opresión nacional, por el socialismo en Euskadi y por la libertad de todos los explotados y oprimidos dentro del Estado español».
El objetivo del atentado, según indicaba el comunicado, era también intensificar las divisiones entonces existentes en el seno del régimen franquista entre los «aperturistas» y los «puristas». Según declaraciones posteriores de uno de los miembros del Comando Txikia, Carrero Blanco era «una pieza fundamental» e «insustituible» del régimen y representaba al «franquismo puro»:

La ejecución en sí tenía un alcance y unos objetivos clarísimos. A partir de 1951 Carrero ocupó prácticamente la jefatura del Gobierno en el Régimen. Carrero simbolizaba mejor que nadie la figura del «franquismo puro». Por otra parte, llegó a ser insustituible por su experiencia y capacidad de maniobra y porque nadie lograba como él mantener el equilibrio interno del franquismo […].

El jefe del Gobierno Vasco en el exilio, Jesús María de Leizaola, tras conocer el comunicado declaró en París que no creía que «detrás del atentado se encuentre una facción de ETA» y que estaba convencido de que el «comunicado es falso», lo que obligó a ETA a emitir un segundo comunicado reafirmando su autoría. Unos días más tarde ETA convocaba una rueda de prensa clandestina en algún lugar del sur de Francia en la que un encapuchado explicó en euskera la planificación y objetivos del atentado, mientras otro encapuchado tradujo lo que decía al francés.
El Departamento de Estado norteamericano enviaba un mensaje de condolencia al gobierno español con la firma del Secretario de Estado, Henry A. Kissinger que decía:
"Después de declarar que le había sobrecogido la noticia a raíz de la interesante reunión que tuvo ayer con él, Kissinger agregó. "su desaparición constituye una trágica pérdida para España y para el mundo occidental. En tan triste ocasión, sírvase expresar mis sinceras condolencias a su viudad y al resto de familia".
A finales de diciembre de 1973, Santiago Carrillo, secretario general del PCE declara en relación con el atentado del almirante:
“Cuando hemos dicho que el atentado contra Carrero Blanco era obra de profesionales y no de aficionados no lo hacíamos con ninguna intención peyorativa hacía ETA. Queríamos subrayar que ese atentado lleva la marca de ciertos servicios especializados, más que la de una organización cuyos medios y posibilidades son limitados. La rapidez con que la policía, que fue incapaz de asegurar la protección del almirante durante semanas, en una zona en la que está enclavada la Embajada norteamericana, la residencia del Embajador inglés, otros centros oficiales y por la que circulan a diario ministros y exministros, se ha agarrado a la tesis del “atentado de ETA”, señalando en 24 horas a los presuntos autores, con nombres y apellidos, es muy extraña. Tan extraña, por lo menos, como la precipitación con que individuos anónimos reivindican en nombre de ETA, desde el extranjero, la paternidad del hecho, exponiendo a la represión e incluso a la amenaza de extradición a militantes de ese movimiento. Parece como si escogiendo la fecha del 20 de diciembre, fecha del proceso contra los dirigentes de Comisiones Obreras, y acusando a ETA, se tratase de cubrir la mano que realmente ha preparado el atentado, mano que no parece venir de la izquierda.”
Cuatro meses después el teniente general Tomás García Rebull, destacado miembro del búnker franquista, manifestó en una entrevista publicada el 28 de abril de 1974 por Nuevo Diario que detrás de ETA había estado la masonería («Yo estoy convencido de que fueron elementos de ETA, pero la masonería de por medio»). Preguntado en qué se basaba respondió: «Pues... en las cosas que veo. Muchas veces me pregunto: pero bueno ¿de dónde viene esto? Y siempre digo: nada, masonería. Yo creo que hasta hemos exportado masones».

## Reacciones
El atentado provocó un hondo impacto tanto en la clase dirigente como en la oposición antifranquista y en la opinión pública española por las implicaciones políticas que tenía. «No estalla el pánico, pero se instala el miedo. Y el silencio», y «en los círculos del poder hay estupor, sobre todo estupor», escribe Victoria Prego.

### El gobierno

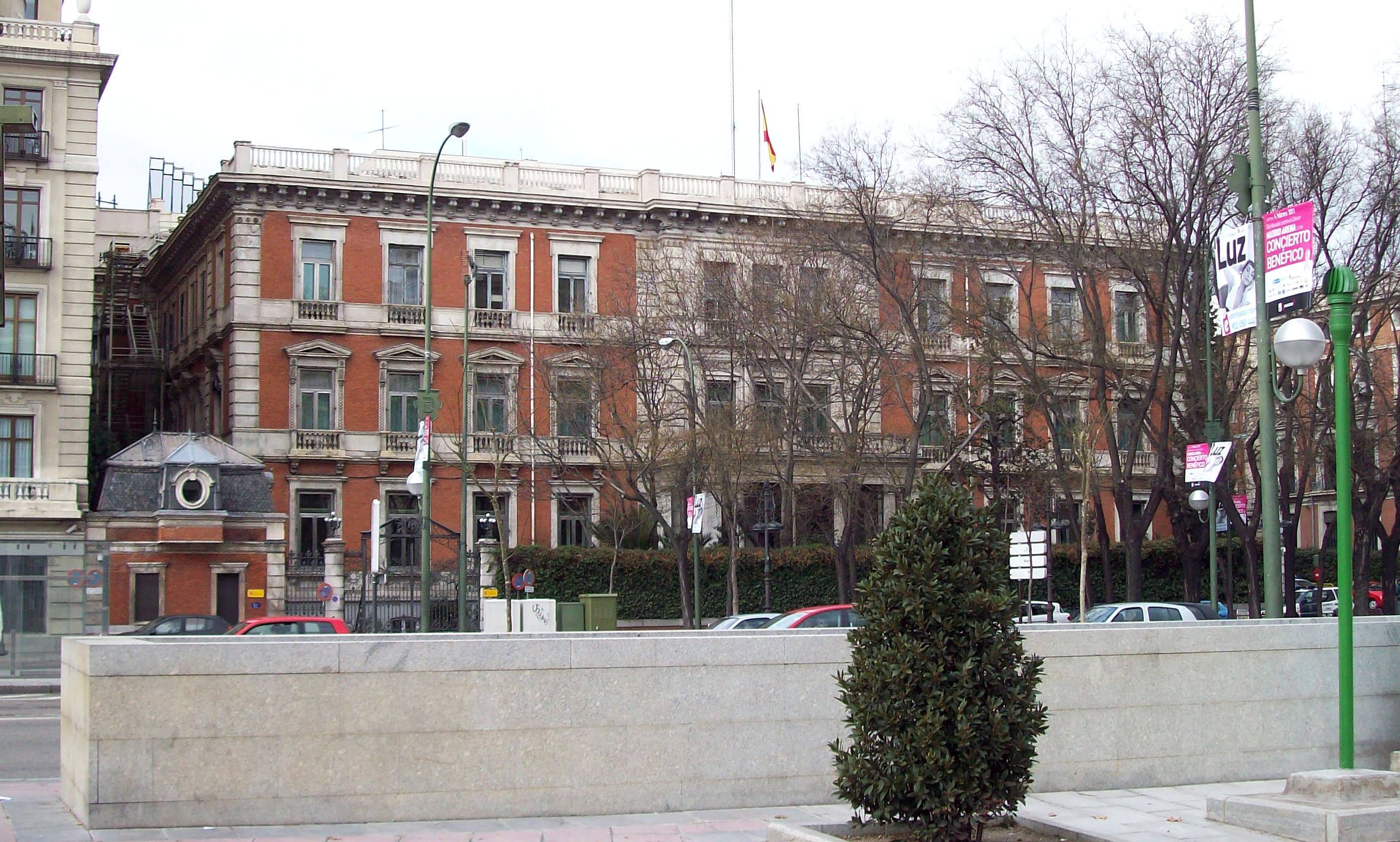
Palacio de Villamejor, que en 1973 era sede de la Presidencia del Gobierno.

Ese día estaba convocada una reunión del Gobierno en la que el almirante Carrero tenía previsto abrir la sesión hablando de los peligros de la «subversión» que acechaba a España, una de sus obsesiones que también había manifestado al secretario de Estado estadounidense Henry Kissinger en la reunión que había mantenido con él la víspera. Así que los ministros acudieron a la Presidencia del Gobierno, situada entonces en el número 3 del paseo de la Castellana. Allí, el vicepresidente del gobierno Torcuato Fernández-Miranda les exigió que se calmaran alzando la voz: «Señores, seriedad y serenidad. Voy a llamar por teléfono al Caudillo, pues creo que lo primero es conocer las órdenes que pueda darnos en este momento». A continuación añadió: «Soy el presidente; lo soy de modo automático por disposición de la Ley Orgánica; estoy seguro de la colaboración de todos. Mi primera decisión es esta: no habrá estado de excepción». A pesar de esta declaración tan rotunda —que contó con el apoyo de los ministros del Ejército y de la Marina—, el ministro de Educación, Julio Rodríguez, se ofreció para constituir comandos que detuvieran y castigaran a los autores del atentado «hasta donde la policía no puede llegar». En una entrevista a la revista Blanco y Negro Julio Rodríguez manifestó: «A la salida del funeral por el almirante, me dirigí a la Jefatura Superior de Policía y dije que, como ciudadano español, formaría filas en el grupo que se ocupara de vengar la muerte y el honor del almirante. Se trataba de llegar donde la policía, como tal, no pudiera llegar».
El ministro de Marina Gabriel Pita da Veiga le comunica a Fernández-Miranda que el director general de la Guardia Civil, teniente general Iniesta Cano —conocido por sus tendencias ultraderechistas—, ha enviado por su cuenta un telegrama a todas las comandancias en el que ordena que «extremen la vigilancia» y que «caso de existir algún choque» actúen «enérgicamente sin restringir en lo más mínimo el empleo de sus armas». Fernández-Miranda ordenó «como presidente» que Iniesta Cano dejara sin efecto la orden, enviando inmediatamente un segundo telegrama revocándola.

### El general Franco

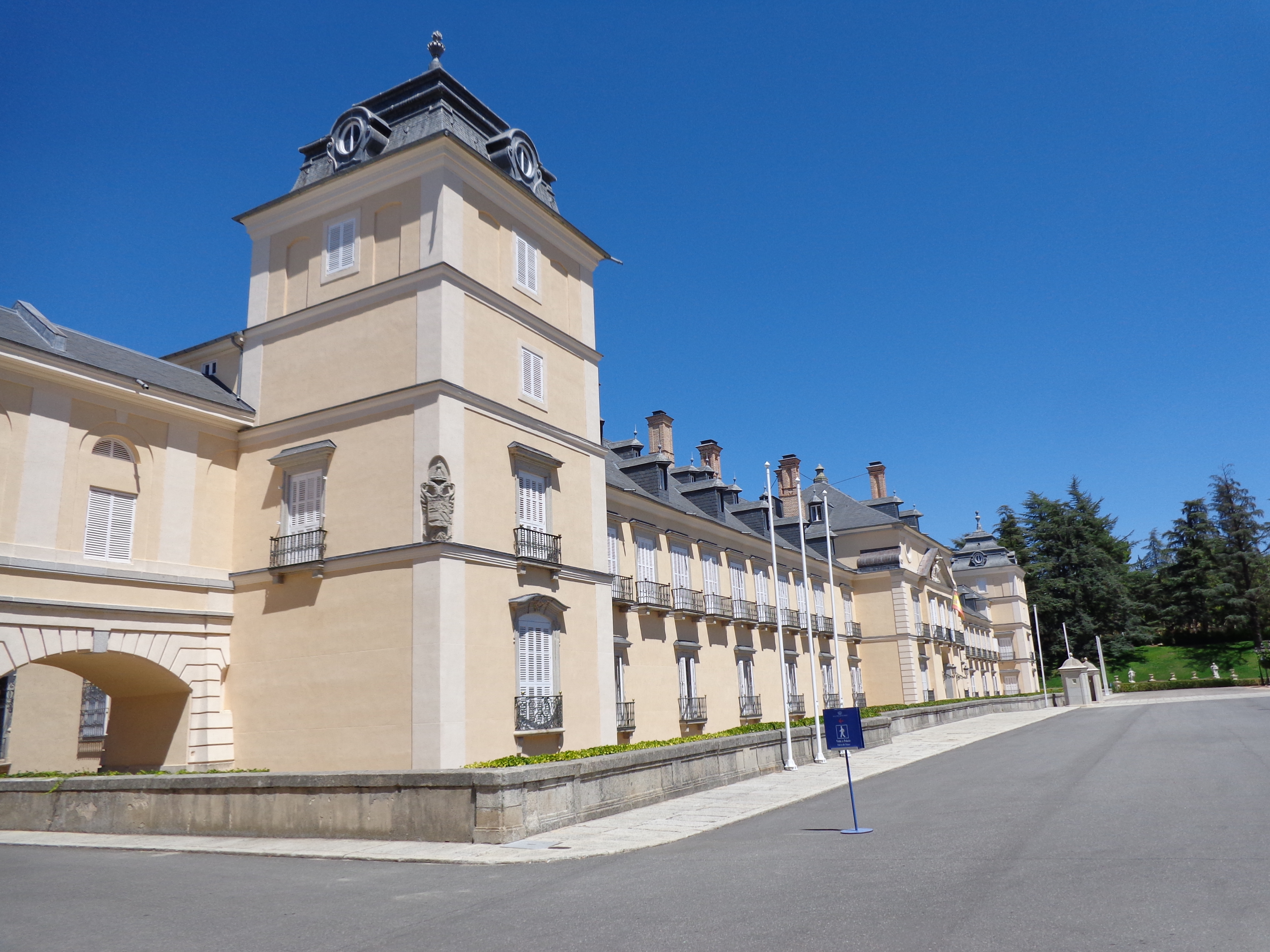
Palacio de El Pardo, residencia oficial del general Franco.

El día del atentado el general Franco tenía gripe y estaba con fiebre. Como ninguno de sus ayudantes se atrevía a darle la noticia de la muerte de Carrero, fue su médico personal Vicente Gil quien se lo comunicó, aunque de forma gradual —primero le dijo que había sufrido un accidente y que estaba grave, para más tarde darle más detalles y confirmarle que había fallecido—. Franco contestó lacónicamente: «Estas cosas ocurren». Sin embargo, el dictador quedó profundamente conmocionado como se pudo comprobar durante el funeral que se celebró dos días después. Según Laureano López Rodó, ministro de Asuntos Exteriores del gobierno de Carrero Blanco, con la muerte del almirante «Franco perdió a su colaborador más directo y desde entonces ya no fue el mismo: pegó un bajón evidente tanto física como psicológicamente».
A las once de la mañana el general Franco recibió la llamada del presidente en funciones Torcuato Fernández-Miranda que le dice: «Mi general, le supongo enterado de la situación». A lo que Franco contesta: «Sé muy poco, Miranda. ¿Qué piensa del hecho? ¿No podría ser una triste casualidad? Creo que no deberíamos descartar la casualidad». Sin embargo, a esa hora la policía ya ha descubierto el túnel excavado en el subsuelo de la calle Claudio Coello. Cuando Fernández-Miranda acudió al Palacio de El Pardo el generalísimo ya había asumido que se trataba de un atentado y entonces le dijo: «Miranda, se nos mueve la tierra bajo los pies».
A las ocho de la mañana del día siguiente Franco le dice a su ayudante el capitán de navío Antonio Urcelay: «Me han cortado el último hilo que me unía al mundo». Tres horas después presidía en el Palacio de El Pardo el habitual consejo de ministros de los viernes que se había negado a desconvocar para dar una imagen de normalidad y «que el país no se alarme». El general Franco abre la sesión con una breve intervención para condenar «el execrable atentado y confiar en que la justicia logre encontrar a quienes han cometido el horrendo crimen que le ha costado la vida al presidente Carrero Blanco». Según Victoria Prego, «en ese momento se le quiebra la voz y se pone a llorar. Los ministros, que nunca han visto a Franco en esta situación, guardan un silencio sepulcral. No saben qué hacer. Solo esperan. Durante una eternidad... Pero Franco recobró inmediatamente la entereza y con voz firme dijo: "Podemos empezar"». Se acuerda nombrar a Carrero Blanco capitán general de la Armada y se le otorga el título de duque, que podrá ostentar su viuda.

### La opinión pública
En el encuentro que mantuvo Fernández Miranda en el Palacio de El Pardo con el general Franco, éste le mandó serenar a los ministros y esperar a que se conocieran todos los datos. «Que se dé sensación de tranquilidad. No hay que alarmar al país», insistió. A lo que Fernández Miranda le contestó: «El país ya está alarmado, Excelencia, la gente está desorientada, es necesario informar de lo sucedido». Pero Franco mantuvo su postura.
A la una de la tarde Radio Nacional de España emite el primer comunicado del gobierno a través de la Dirección General de Seguridad en el que no se menciona que se trata de un atentado terrorista: «Esta mañana se ha producido una importante explosión, cuyas causas aún se desconocen. [...] El almirante Carrero Blanco, que pasaba en su coche por el lugar de la explosión en el momento de ocurrir el hecho ha sufrido graves heridas a consecuencia de las cuales falleció poco después. [...] Ha asumido automáticamente la presidencia del gobierno don Torcuato Fernández Miranda». A las tres de la tarde Televisión Española emite imágenes del lugar del atentado sin ofrecer ninguna interpretación de lo que se está viendo, y ciñéndose escrupulosamente a la versión oficial dada por el gobierno —las imágenes del túnel, de la señal roja pintada en la pared que sirvió de referencia para accionar el detonador y los testimonios de algunos testigos no son emitidos—. A las cuatro y media de la tarde Fernando de Liñán, ministro de Información y Turismo, se dirige al país por televisión pero sigue sin reconocer que ha habido un atentado.
En una nueva visita a El Pardo Fernández Miranda logra convencer por fin al general Franco de que se informe a los españoles de que Carrero Blanco ha muerto víctima de un atentado. «Haga una nota, Miranda», le dice. Poco después la Dirección General de Prensa reconoce que «se ha tratado de un criminal atentado» y explica cómo se ha producido. Los periódicos sacan a la calle ediciones especiales, pero Radio Nacional no da la noticia hasta las siete de la tarde.

### La oposición antifranquista
Cuando se conoció la noticia del atentado de Carrero, muchos opositores al régimen franquista descorcharon botellas de champán brindando por el tiranicidio. Como ha señalado Juan Luis Cebrián, «muchos demócratas, enemigos de la violencia y del terrorismo etarra, no tenían otro remedio que reconocer —con cuidado, no se les fuera a confundir— que, a la postre, los magnicidas habían cumplido con un destino histórico y su acción había liquidado cualquier posibilidad de continuismo franquista». «La popularidad de ETA entre la opinión antifranquista alcanzó su punto álgido en 1973 con el asesinato del almirante Carrero Blanco», afirma por su parte Charles Powell.
En los primeros momentos, algunos sectores de la oposición temieron que el atentado fuera el detonante para que los grupos "ultras" emprendieran en venganza una «Noche de los cuchillos largos» contra miembros de la izquierda. Se temió especialmente por los presos sindicalistas del Proceso 1001, cuyo juicio comenzaba ese día.
El llamado Proceso 1001 del Tribunal de Orden Público estaba dirigido contra diez dirigentes de la organización sindical clandestina e ilegal Comisiones Obreras vinculada al Partido Comunista de España —entonces el principal partido de la oposición antifranquista— y que durante las semanas anteriores había dado lugar a una gran campaña de solidaridad y de protesta tanto dentro como fuera de España —el cantante Pete Seeger compuso una canción a los procesados con música de El Frente de Gandesa que decía: In this land of wine and olives / ten brave people are in prison / simply for the «crime» of trying / to organize an honest Union ('En esta tierra de vino y olivas / diez personas valientes están en prisión / simplemente por el «crimen» de intentar / organizar un sindicato auténtico')—. Desde primera hora de la mañana se había formado en la plaza de las Salesas una larga cola de personas que querían entrar en la sala donde se iba a celebrar el juicio. Pero cuando se conoció el atentado el presidente del tribunal suspendió la sesión y los procesados fueron conducidos a los calabozos situados en los sótanos del palacio de Justicia. A sus puertas grupos de extrema derecha gritaban contra los encausados «¡Traidores!; ¡Viva el 18 de julio!; ¡Tarancón al paredón!; ¡Ruiz Giménez y Camacho a la horca!». El jefe de los policías que custodiaban a los procesados les dijo: «No os preocupéis, pasarán por encima de nuestros cadáveres antes. Yo cumplo con mi deber y lo mismo haría si se tratara de otros». Marcelino Camacho, uno de los encausados, recuerda: «Eran momentos de verdadero terror... de un terror enorme a que aquello desencadenara algo peor». A pesar del clima existente el presidente del tribunal decidió reanudar el juicio por la tarde, denegando la petición de suspensión de los abogados defensores —la condena de los procesados a veinte o diecinueve años de prisión se dictó dos días después—.
A las pocas horas de producirse el atentado el líder comunista Simón Sánchez Montero fue detenido en Madrid alegando la policía que se había encontrado en el lugar del atentado un papel con su número de teléfono. «Éste fue el primero de los numerosos intentos que se llevaron a cabo, a lo largo de aquellos días, por relacionar de algún modo el atentado con el partido comunista y con el Proceso 1001».
A las siete o las ocho de la tarde del mismo día del atentado Santiago Carrillo, secretario general del entonces ilegal y clandestino Partido Comunista de España, que se encontraba en París, recibió una insólita llamada telefónica desde Madrid  de Antonio García López que decía hablar en nombre del entonces jefe del Estado Mayor, general Manuel Díez Alegría, que, según contó el propio Carrillo, «quería confirmar que nosotros estábamos contra el terrorismo como forma de lucha y al mismo tiempo quería tranquilizarme garantizando que no habría represalias esa noche en Madrid, que el ejército había tomado las medidas necesarias para impedirlo». Aunque el general Díez Alegría siempre negó haber estado detrás de la llamada, lo que sí es cierto, según Victoria Prego, es que ese día el Alto Estado Mayor «estableció numerosísimos contactos con distintos representantes políticos para asegurar el mantenimiento de la calma en todos los sectores». Carrillo recordó años después:

Evidentemente, esa llamada para mí tenía un doble valor. Primero, el de que no hubiera represalias, que era lo que yo me temía; segundo, el de que, por primera vez en muchísimos años, nada menos que de parte del jefe del Estado Mayor, que para mí, desde el punto de vista práctico, era la segunda figura del régimen, se nos llamaba y se nos tranquilizaba a nosotros, comunistas, rojos, que habíamos sido los enemigos número uno del sistema. Algo estaba cambiando en España cuando esa tarde, después de la muerte del jefe del Gobierno, se producía una llamada tan impresionante.

### Estados Unidos
Pocas horas después del atentado, el secretario de Estado estadounidense Henry Kissinger, que precisamente el día anterior había estado en Madrid y se había entrevistado con Carrero Blanco, envió un telegrama al ministro de Asuntos Exteriores Laureano López Rodó en el que lamentaba la «trágica pérdida para España y para el mundo occidental», añadiendo a continuación que «mi consternación es tanto mayor después de la agradable e interesante entrevista que mantuve con él ayer mismo». Dos días después envió una nueva carta en la que calificaba el atentado de «absurdo y brutal». López Rodó le contestó: «comprendo los sentimientos que me expresa en dicho mensaje por cuanto yo fui testigo durante la última entrevista que el presidente sostuvo con un ministro de Asuntos Exteriores de la corriente de simpatía que se estableció entre ustedes y de su mutuo entendimiento en los problemas internacionales que nos confrontan».

## El funeral

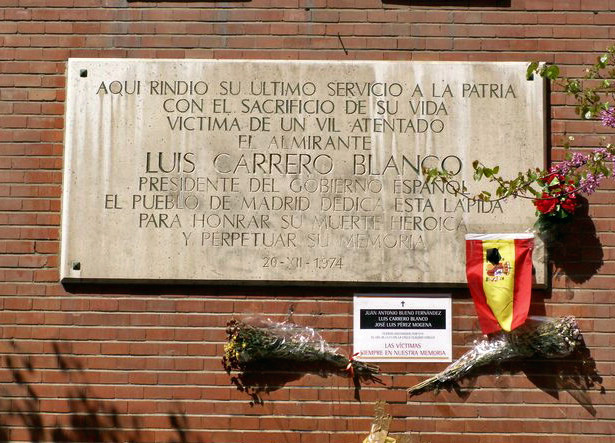
Placa en recuerdo a Carrero Blanco en el lugar donde sufrió el atentado. Fue colocada por el ayuntamiento franquista de Madrid en 1974.

El cadáver del almirante Carrero fue trasladado desde la clínica a la sede de la Presidencia en el Paseo de la Castellana n.º 3, donde estaba instalada la capilla ardiente. Algunos sectores franquistas intentaron impedir que el funeral que se iba a celebrar al día siguiente lo oficiara el arzobispo de Madrid-Alcalá y presidente de la Conferencia Episcopal cardenal Vicente Enrique y Tarancón, que ya había sido objeto de gritos de «¡culpable!» por parte de grupos "ultras" cuando abandonó la clínica a donde había acudido para presentar sus condolencias a la viuda. El almirante Amador Franco le dijo al jefe del Estado Mayor, teniente general Manuel Díez Alegría: «No podemos tolerar que Tarancón diga la misa». Según relató después el ayudante de Tarancón, el padre José María Martín Patino, al gobierno también le parecía mal «que Tarancón insistiera en decir la misa y en acudir al entierro. Lo vieron como una especie de desafío. [El teniente coronel] San Martín [jefe del CESED] me llamó y me dijo a mí que le disuadiera, que tenía noticias de que se iba a armar un gran alboroto y que no convenía en ese momento. Y me añadió que a lo mejor le podía peligrar al cardenal hasta la vida. Como el cardenal insistía en acudir a la misa y al entierro [«Carrero era feligrés mío. No puedo faltar», decía], decidió entonces ponernos escolta policial». A lo largo de todo el día se recibieron en la sede del arzobispado llamadas telefónicas con insultos y amenazas muchas de las cuales repetían la consigna «¡Tarancón al paredón!» acuñada por los sectores "ultras" años antes cuando el cardenal inició el distanciamiento de la Iglesia católica del régimen franquista.
A las 10 de la mañana del día siguiente, viernes 21 de diciembre, el cardenal Tarancón, acompañado de Martín Patino, acudió a la sede de la Presidencia del Gobierno para celebrar la misa en la capilla ardiente. Cuando llegaron un grupo de gente intentó impedir el paso de su coche y Martín Patino fue agredido. En la homilía el cardenal dijo: «Vamos a pedir a Dios que sepamos frenar nuestros impulsos y tengamos serenidad, sin dejarnos llevar en estos momentos por el odio». El teniente general Luis Navarro Garnica, miembro del Consejo del Reino, le respondió en voz alta: «Ya está el imbécil de Tarancón diciendo las tonterías de siempre». Terminada la misa Tarancón y Martín Patino abandonaron el edificio por una puerta lateral pero allí también les esperaba un grupo de ultras que les gritaban al unísono «asesinos» y «Tarancón al paredón». La policía impidió que fueran agredidos metiéndoles en el coche y sacándolos de allí a toda velocidad.
A las cuatro de la tarde salió de la Presidencia del Gobierno el cortejo fúnebre que iba a conducir el féretro de Carrero Blanco, primero a pie y luego en coche, al cementerio de El Pardo donde iba a ser enterrado. Lo encabezaba el cardenal Tarancón, acompañado de su provicario Martín Patino y de otros obispos. Cuando aparecieron estallaron los vítores a Franco, los insultos y las amenazas y se cantó el Cara al sol. «¡Queremos obispos católicos!», «¡Obispos rojos no!», «¡A Zamora!», les gritaban. El cardenal recordó años más tarde:

Yo, miedo no tenía. Tristeza sí, por dos razones: primero porque ahí se manifestaba un fanatismo que siempre produce esa sensación de tristeza. Pero, además, porque temía que aquello podía ser un síntoma de las dificultades que podían encontrarse después, cuando viniese el tiempo de la renovación o del cambio. Se veía que había fanáticos dispuestos a todo, a todo, para evitar que el cambio fuese tranquilo, pacífico y de reconciliación de todos los españoles. Esto era lo más triste.

Detrás del cardenal y los obispos iba el féretro colocado sobre un armón de artillería e inmediatamente después el príncipe de España Juan Carlos de Borbón caminando solo, al que seguían las autoridades políticas y militares y las delegaciones extranjeras. Cuando la comitiva fúnebre llegó a la plaza del doctor Marañón se produjo el traslado del féretro al coche que lo llevaría al cementerio de El Pardo donde sería enterrado a las seis de la tarde. Antes de partir se celebró un desfile militar y el cardenal Tarancón rezó un último responso. Terminado el entierro los «ultras» celebraron una pequeña concentración en el lugar donde se había producido el atentado. Los asistentes portaban banderas de España, de Falange y de la Comunión Tradicionalista. Blas Piñar, líder de Fuerza Nueva, se dirigió a los reunidos para criticar la pasividad del gobierno frente a la «subversión».

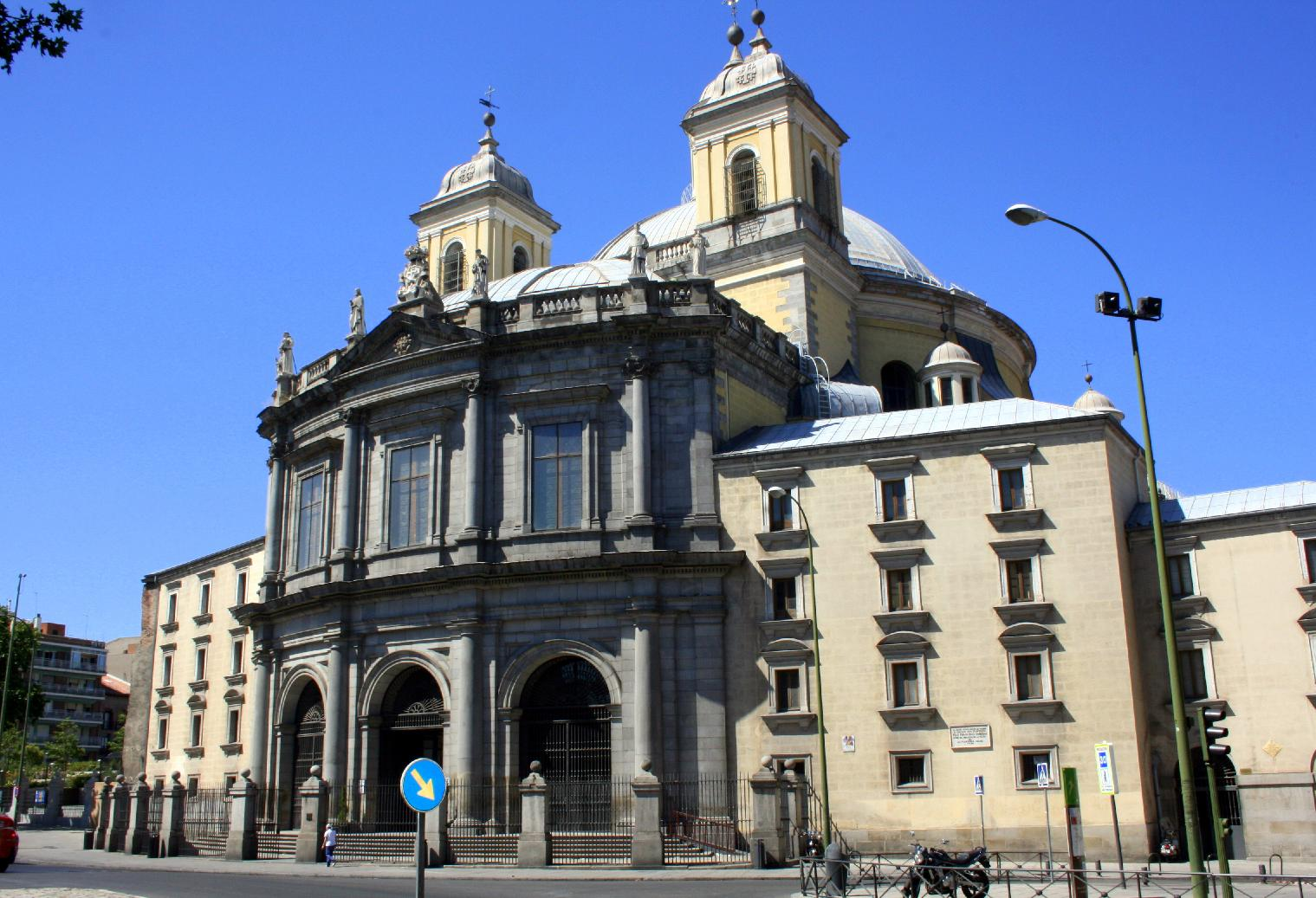
Basílica de San Francisco el Grande de Madrid donde se celebró el funeral por el almirante Carrero presidido por el general Franco.

A las doce de la mañana del día siguiente, sábado 22 de diciembre de 1973, se celebró el solemne funeral en memoria del almirante Carrero en la basílica de San Francisco el Grande. La ceremonia estuvo presidida por el general Franco en persona, acompañado por el príncipe don Juan Carlos, y fue oficiada de nuevo por el cardenal Tarancón, a pesar de la oposición del gobierno que acabó cediendo y adoptando fuertes medidas de seguridad para protegerle de los ultras.
 Entre las delegaciones extranjeras que asistieron al funeral no se encontraba ningún representante europeo de alto nivel, y los máximos dignatarios que habían acudido eran el rey de Marruecos Hassán II y el vicepresidente norteamericano Gerald Ford, este último por expreso deseo del presidente Richard Nixon, muy impresionado por el atentado —comentó con sus colaboradores que Carrero Blanco había sido «un gran hombre»—, como gesto de deferencia hacia el general Franco. Durante la homilía el cardenal Tarancón pronunció estas palabras:

Si esta trágica muerte nos descubriera a todos que la preocupación por el bien común, por la grandeza de la nación, por su convivencia pacífica en la justicia, por su elevación y desarrollo en todos los órdenes, son tareas que a todos nos incumben, como españoles y también como cristianos, habríamos logrado que ésta fuera una hora de fecundidad, no solo de llanto.

En el momento de dar la paz el cardenal se acercó al general Franco al que no dio la mano sino que lo abrazó. «El gesto de Tarancón desencadena en Franco, que se apoya en el pecho del arzobispo, un llanto largo e incontenible "como el de un chiquillo", recordará el cardenal. Es, de nuevo, un momento difícil pero del que no todos los presentes se dan cuenta, y que las cámaras de televisión no recogen». Después el cardenal da la mano al príncipe don Juan Carlos y a los miembros del gobierno, pero cuando llega a la altura del ministro de educación, Julio Rodríguez, éste ostensiblemente se la niega. «Terminada la ceremonia, Franco se retira. Las cámaras de televisión le siguen en su recorrido. Franco se detiene a saludar a la familia de Carrero y, al dar la mano a la viuda, de nuevo rompe a llorar... Quienes en este momento están viendo la televisión reciben una impresión fortísima: nunca jamás los españoles han visto llorar a Franco. Al día siguiente, los periódicos publican la fotografía del llanto del jefe del Estado».

## Consecuencias

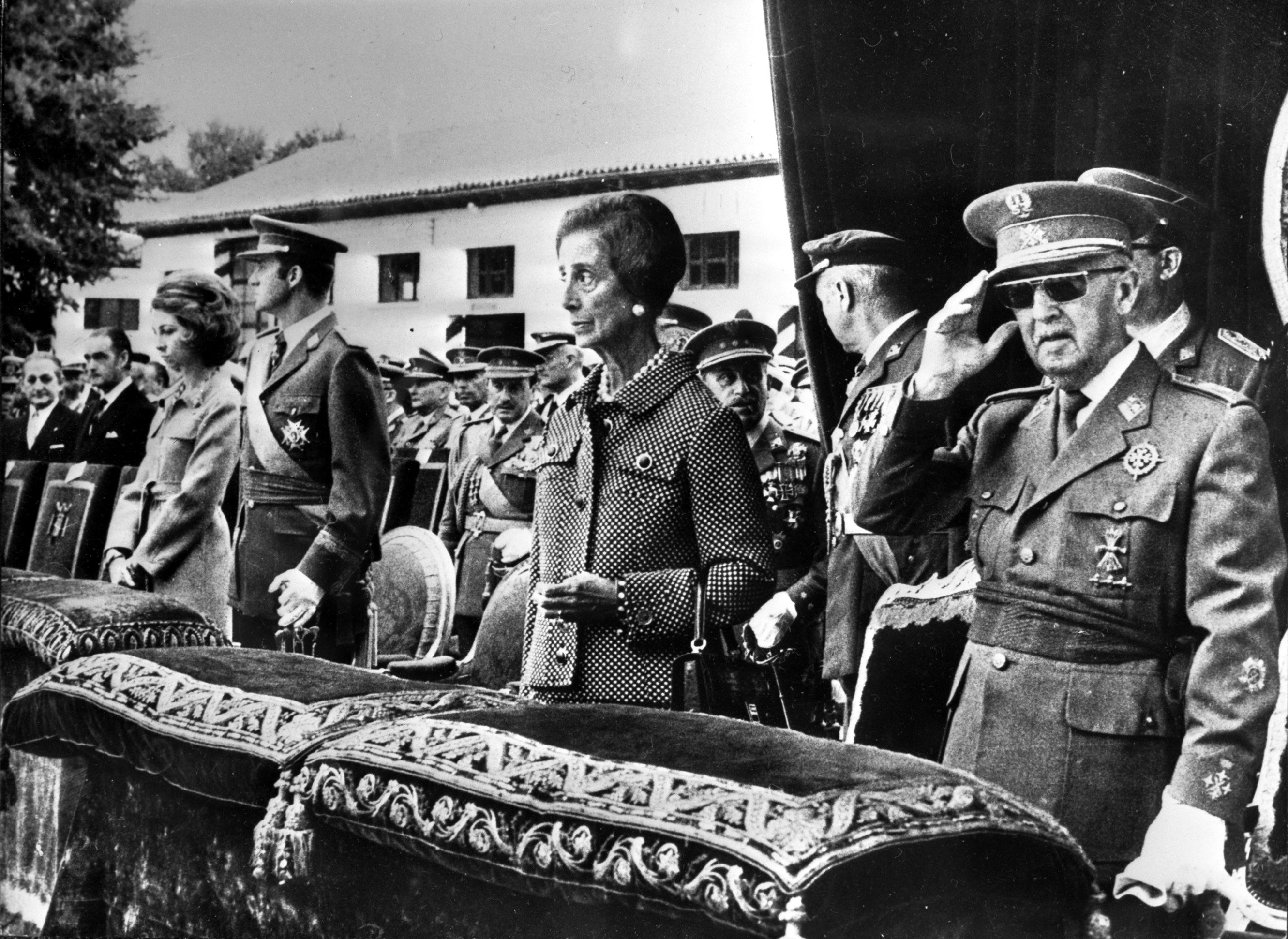
El general Franco junto a su esposa Carmen Polo y los príncipes de España, Juan Carlos y Sofía, en una ceremonia religiosa por la muerte del almirante Carrero Blanco. En el extremo izquierdo de la imagen Torcuato Fernández Miranda, entonces presidente del gobierno en funciones.

El director general de Seguridad, Eduardo Blanco Rodríguez, reconoció posteriormente que el magnicidio fue «un golpe maestro». Hasta aquel momento las fuerzas de seguridad y los servicios secretos —principalmente el SECED, de reciente creación— habían actuado a espaldas uno del otro, sin existir una clara coordinación entre ellos. A partir de aquel momento las fuerzas de seguridad tomaron conciencia del grave problema que empezaba a suponer el terrorismo de ETA para el régimen franquista. Aquello suponía un fenómeno al que hasta entonces no se habían enfrentado. Eduardo Blanco sería destituido de su puesto y sustituido por el militar Francisco Dueñas Gavilán. No fue el caso del ministro de la gobernación y responsable directo de la seguridad de Carrero Blanco, que le sucedió en la jefatura del gobierno.
Según Laureano López Rodó, el más directo colaborador del almirante desde mediados de los años 1950, el atentado contra Carrero Blanco «representó la mayor conmoción política de la etapa de Franco». Según el historiador británico Charles Powell el asesinato de Carrero aceleró la crisis interna del franquismo. Julio Gil Pecharromán comparte la misma valoración: «La bomba de ETA aceleró el final del franquismo». Se ha especulado sobre si la Transición hubiera sido posible con Carrero Blanco en el poder dado que él encarnaba la continuidad del franquismo. Victoria Prego afirma que «no es nada aventurado pensar que, llegado el momento, el asesinado presidente del Gobierno se hubiera retirado muy probablemente de la presidencia a petición de un Rey que, a la muerte de Franco pasaría a ser, además, el comandante supremo de las fuerzas armadas, es decir, su jefe directo en la línea de mando». Esta misma opinión es la que tenía el propio príncipe Juan Carlos, según le contó a José Luis de Vilallonga años después: «Pienso... que Carrero no hubiera estado de acuerdo con lo que yo me proponía hacer. Pero no creo que se hubiera opuesto abiertamente a la voluntad del Rey... Simplemente hubiera dimitido». Según Charles Powell, algo parecido pensaba el gobierno norteamericano: que cuando Franco muriera Carrero Blanco le presentaría al Rey la dimisión para que decidiera si lo confirmaba en el puesto o nombraba a un sustituto.
Antonio Elorza afirma, por el contrario, que con el almirante Carrero vivo la Transición hubiera sido prácticamente imposible pues él constituía la garantía de la continuidad del franquismo:

Es significativo que solo aceptara el puesto [de presidente del gobierno] cuando la decrepitud de Franco anunciaba el fin de su vida, y a favor de una normativa que daba cinco años de duración al cargo, resultaba asegurada su presidencia efectiva más allá de la muerte del dictador. Con ella garantizaba la continuidad del régimen franquista.
 No hay prueba alguna de que a la muerte de Franco, quien fuera su mano derecha tuviese pensado apartarse ante don Juan Carlos. En cambio, todo indica que durante ese quinquenio cualquier cambio hacia la democracia iba a resultar bloqueado. Llegado el caso, mediante la entrada en juego del Consejo del Reino, dispuesto ante una dimisión de Carrero a devolver la terna para presidente a don Juan Carlos con tres franquistas en lugar de uno. Si esta circunstancia casi se da al forzar el Rey la dimisión de Arias Navarro, según relata el libro de los Fernández-Miranda, resulta fácil prever el callejón sin salida con Carrero en el timón. No en vano, Franco confiaba en el Consejo del Reino para bloquear cualquier veleidad de liberalismo en su sucesor. Y en el marco inevitable de una represión creciente, pues la oposición no estaría dispuesta a tolerar un franquismo sin Franco, el Rey hubiera tenido que quemarse políticamente como mascarón de una política neofranquista, intentar un imposible golpe o abdicar.

El punto de vista de Elorza es compartido por Juan Luis Cebrián:

Carrero había inspirado la solución monárquica en la persona de don Juan Carlos, pero no ocultaba su disposición a hacer del futuro rey un auténtico pelele a la muerte o incapacidad del dictador. A él se debían, muy fundamentalmente, las resistencias a todo intento de aperturismo en el interior del régimen... Desde todos los puntos de vista, el almirante era entonces la pieza maestra del franquismo, y resultaba incluso, en muchos aspectos, más importante que el propio dictador.

Julio Gil Pecharromán también cree que la transición hubiera sido casi imposible con Carrero vivo:

Con Luis Carrero Blanco moría el delfín, la figura de la máxima confianza de Franco, destinado a asegurar la continuidad de la dictadura. Desaparecía también un militar con gran prestigio en las Fuerzas Armadas y un político que no solo parecía capaz de imponerse sobre la división en las filas del Movimiento —ultras incluidos—, sino también de evitar que el relevo en la Jefatura del Estado alterase, en sentido reformista, el rumbo marcadamente continuista en que se basaba el principio del "todo atado y bien atado". En cierta forma, aquel 20 de diciembre dio inicio la Transición.

Por el contrario, Paul Preston considera que Carrero vivo no habría tenido un papel relevante en la transición, aunque reconoce «su papel fundamental en los planes del Caudillo para la continuidad del régimen»:

[Cuando fue nombrado presidente del gobierno] Carrero tenía setenta años y no contaba con apoyo popular ni militar. Su autoridad dependía totalmente de que su amo continuara viviendo. [...] De haber muerto Franco primero, resulta difícil suponer que Carrero hubiera sido capaz de gobernar durante mucho tiempo después, ya que le faltaba la voluntad, la autoridad y las ideas.

Una posición similar a la de Preston, aunque con matices, es la que sostiene Javier Tusell:

Carrero, en efecto, estaba en el tramo final de su trayectoria como hombre y como político. Lo más probable es que, en el momento de la proclamación de la monarquía hubiera prestado la dimisión y desaparecido del escenario porque se sabía de otra época y no lo ignoraban quienes hubieran podido prolongársela. [...] Parece evidente que, de haber vivido Carrero, difícilmente hubiera conseguido aglutinar en torno suyo a todo el franquismo político, pues en realidad en este período final solo había conseguido zurcir una solución temporal y no definitiva y, por descontado, hubiera sido un obstáculo para cualquier tipo de reforma en sentido democrático. Si resulta claro que de todos modos la reforma se había [sic] producido, también lo es que Carrero hubiera sido un dato real del panorama político.

## Libros, películas y obras de arte sobre el atentado
La escritora Eva Forest publicó en Francia un año después, bajo el seudónimo de Julen Agirre, un libro titulado Operación Ogro en el que relataba la preparación y ejecución del atentado. Sin embargo, aunque algunas de sus partes reflejan verazmente los hechos, otras parecen escritas para confundir las investigaciones policiales de la época, por lo que no se considera una fuente absolutamente fidedigna en ciertos aspectos. A los veinte años de aquel acontecimiento se reeditó este libro con algunas nuevas aportaciones y un capítulo inédito, reflejando los datos que habían sido deliberadamente transformados para no comprometer a quienes participaron en la huida del comando. En el año 1978 se rodó una película  titulada Comando Txikia: Muerte de un presidente, dirigida por José Luis Madrid.
En el año 1979 se rodó una película basada en estos hechos también titulada Operación Ogro, que fue la última obra dirigida por Gillo Pontecorvo y que contaba con música de Ennio Morricone. La película fue seleccionada oficialmente para la clausura del Festival de Venecia y declarada de «Especial Calidad» por la Dirección General de Cinematografía, y obtuvo el premio italiano David di Donatello a la mejor dirección.
En 2011 Miguel Bardem dirigió una miniserie para la televisión titulada El asesinato de Carrero Blanco, coproducida por Televisión Española (TVE), Euskal Telebista (ETB) y la productora BocaBoca.
En 2012 el periodista Ernesto Villar presentó el libro Todos quieren matar a Carrero en el que plantea la hipótesis de la existencia de una conspiración franquista para su asesinato, en la que también hubieran podido estar involucrados los servicios secretos de otros países.
En 2015 el artista Fernando Sánchez Castillo presentó en su exposición "Más allá", organizada por el CA2M de la Comunidad de Madrid, una serie de esculturas y dibujos que reflexionaban sobre el atentado y sus consecuencias en la historia de España.
En diciembre de 2023, aprovechando el 50 aniversario del magnicidio, se estrenó la docuserie Matar al presidente, de Movistar Plus+, en la que se muestran imágenes inéditas sobre el atentado y las consecuencias posteriores.